# Campeonato Piauiense 1981
In 1981 werd het 41ste Campeonato Piauiense gespeeld voor clubs uit de Braziliaanse staat Piauí. De competitie werd georganiseerd door de FFP en werd gespeeld van 14 juni tot 15 november. Er werden twee toernooien gespeeld, omdat Ríver beide won was er geen finale om de titel meer nodig.

## Eerste toernooi

### Eerste fase
| Plaats | Club         | Wed. | W | G | V | Saldo | Ptn. |
| ------ | ------------ | ---- | - | - | - | ----- | ---- |
| 1.     | Piauí        | 7    | 5 | 1 | 1 | 18:5  | 11   |
| 2.     | Tiradentes   | 7    | 4 | 2 | 1 | 17:9  | 10   |
| 3.     | Parnahyba    | 7    | 4 | 2 | 1 | 13:11 | 10   |
| 4.     | Ríver        | 7    | 2 | 5 | 0 | 11:7  | 9    |
| 5.     | Flamengo     | 7    | 2 | 2 | 3 | 11:11 | 6    |
| 6.     | Comercial    | 7    | 1 | 3 | 3 | 7:12  | 5    |
| 7.     | Caiçara      | 7    | 0 | 3 | 4 | 4:13  | 3    |
| 8.     | Auto Esporte | 7    | 1 | 0 | 6 | 6:19  | 2    |

|  | Geplaatst voor tweede fase |

### Tweede fase
| Plaats | Club       | Wed. | W | G | V | Saldo | Ptn. |
| ------ | ---------- | ---- | - | - | - | ----- | ---- |
| 1.     | Ríver      | 3    | 2 | 1 | 0 | 9:5   | 5    |
| 2.     | Piauí      | 3    | 2 | 1 | 0 | 8:5   | 5    |
| 3.     | Tiradentes | 3    | 0 | 1 | 2 | 3:6   | 1    |
| 4.     | Parnahyba  | 3    | 0 | 1 | 2 | 3:7   | 1    |

|  | Play-off |

Play-off
|                      |       |       |       |  |
| 19 augustus Play-off | Ríver | 1 – 0 | Piauí |  |
| 19 augustus Play-off |       |       |       |  |

## Tweede toernooi

### Eerste fase
| Plaats | Club         | Wed. | W | G | V | Saldo | Ptn. |
| ------ | ------------ | ---- | - | - | - | ----- | ---- |
| 1.     | Ríver        | 7    | 6 | 0 | 1 | 13:1  | 12   |
| 2.     | Tiradentes   | 7    | 4 | 1 | 2 | 11:3  | 9    |
| 3.     | Flamengo     | 7    | 4 | 1 | 2 | 8:5   | 9    |
| 4.     | Piauí        | 7    | 2 | 3 | 2 | 6:7   | 7    |
| 5.     | Comercial    | 7    | 1 | 5 | 1 | 5:6   | 7    |
| 6.     | Caiçara      | 7    | 1 | 2 | 4 | 2:8   | 4    |
| 7.     | Auto Esporte | 7    | 2 | 0 | 5 | 6:13  | 4    |
| 8.     | Parnahyba    | 7    | 1 | 2 | 4 | 8:16  | 4    |

|  | Geplaatst voor tweede fase |

### Tweede fase
| Plaats | Club       | Wed. | W | G | V | Saldo | Ptn. |
| ------ | ---------- | ---- | - | - | - | ----- | ---- |
| 1.     | Ríver      | 3    | 1 | 2 | 0 | 4:2   | 4    |
| 2.     | Piauí      | 3    | 1 | 1 | 1 | 5:4   | 3    |
| 3.     | Flamengo   | 3    | 1 | 1 | 1 | 5:5   | 3    |
| 4.     | Tiradentes | 3    | 0 | 2 | 1 | 2:5   | 2    |

|  | Geplaatst voor finale |

### Kampioen
| Campeonato Piauiense de 1981 |
| Piaui                        |
| ---------------------------- |
| RÍVER Kampioen (20° titel)   |